# Църнолево
Църнолево или Църналево (на албански: Cërnalevë, нашински Cernolevo) е горанско село в Албания, част от община Кукъс.

## География
Разположено е в Североизточна Албания, в албанската част на областта Гора, по склоновете на планината Габрика (Коловоз), на около километър от реката Рестелица.

## История
Васил Кънчов отбелязва през 1900 година Църнелево сред селата в Гора, населени от българи мохамедани, наричани торбеши. Броят на къщите е 50.
След Междусъюзническата война селото попада в Албания. Според Стефан Младенов в 1916 година Църнолѐво е българско село с 55 къщи.
В рапорт на Сребрен Поппетров, главен инспектор-организатор на църковно-училищното дело на българите в Албания, от 1930 година Църничево е отбелязано като село с 60 къщи българи мохамедани.
До 2015 година селото е част от община Шищевец.